# Trapeze
Trapeze foi um grupo de hard rock britânico da década de setenta. O grupo teve diversas formações e, embora nunca tenha alcançado grande êxito comercial, alguns de seus membros posteriormente se juntariam a bandas mais conhecidas, como Deep Purple, Black Sabbath, Whitesnake, Judas Priest e Uriah Heep.
O líder incontestável foi Mel Galley, o único membro a estar presente em todas as formações e o principal compositor. E, também, foi a primeira banda de Glenn Hughes.

## Integrantes

### Membros
- Mel Galley - Guitarra, Baixo, Vocal (1969-1982, 1991, 1994)
- Dave Holland - Bateria (1969-1980, 1991, 1994)
- Glenn Hughes - Baixo, Guitarra, Vocal (1969-1974, 1991, 1994)
- John Jones - Vocal, Trompete (1969-1970)
- Terry Rowley - Órgão, Guitarra, Piano, Flauta (1969-1970)
- Pete Wright - Baixo (1974-1982)
- Rob Kendrick - Guitarra (1974-1978)
- Peter Goalby - Guitarra, Vocal (1978-1982)
- Steve Bray - Bateria (1980-1982)
- Richard Bailey - Teclado (1982)
- Mervyn Spence - Baixo, Vocal (1982)
- Geoff Downes - Teclado (1991)
- Craig Erickson - Guitarra (1994)

Músicos temporários
- Pete MacKie - Baixo (ao vivo em 1973)

## Discografia

### Álbuns de estúdio
- Trapeze (1970)
- Medusa (1970)
- You Are the Music...We're Just the Band (1972)
- Hot Wire (1974)
- Trapeze (1976)
- Hold On também chamado de Running  (1979)

### Álbuns ao vivo
- Live At The Boat Club (1975)
- Live in Texas: Dead Armadillos (1981)
- Welcome to the Real World - live 1992  (1993)

### Coletâneas
- The Final Swing (1974)
- High Flyers: The Best of Trapeze - Best of Studio 1970-1974 ( 1996 )
- Way Back to the Bone - Best of Live 1970-1992 (1998 )
- On the Highwire - Best of 1970-1992 (2003)